# Barbara Nadel
Barbara Nadel és una escriptora en anglès de novel·la negra. És llicenciada en Psicologia; durant uns quants anys ha treballat en un hospital psiquiàtric amb malalts esquizofrènics i delinqüents amb trastorns mentals. La seva activitat literària comença l'any 1999 amb la publicació de la novel·la La hija de Baltasar, a la qual van seguir A Chemical Prison (2000), Arabesk (2001), Deep Waters (2002), Harem (2003) i Petrified (2004). Les seves obres han estat traduïdes a diferents idiomes. Actualment viu als afores de Londres i es dedica exclusivament a l'escriptura.